# Exèrcit Popular d'Alliberament (Colòmbia)

Bandera de l'EPL.

L'Exèrcit Popular d'Alliberament (EPA) conegut en castellà com EPL) és un grup guerriler de Colòmbia de tendència maoista. Va tenir el seu origen l'any 1968, estava localitzat en la regió occidental costera del departament de l'Atlàntic, expandint després la seva acció cap a les altres regions, tenint particular incidència en la zona bananera de Urabá, a on l'auge de les exportacions de la fruita va crear un fort conflicte social.
El President Belisario Betancur va iniciar l'obertura democràtica al país i va obrir un procés de negociació amb els escamots colombians que van dur als fracassats Acords de Corinto el 1984, Una fracció considerable de l'EPL va signar un acord de pau amb el govern de César Gaviria en el mes de març de l'any 1991, i es va convertir en el moviment polític Esperança, Pau i Llibertat abandonant la lluita armada. Un sector minoritari de l'EPL, encapçalat per Francisco Caraballo, va continuar la lluita. La bandera historica de l'EPL fou la bandera vermella, amb l'estel i les sigles del EPL en blanc.